# شون هوغن
شون هوغن هو مغني كندي، ولد في 1965.

## وصلات خارجية
- الموقع الرسمي
- شون هوغن على موقع ميوزك برينز (الإنجليزية)